# Tour de França de 1950
L'edició del Tour de França 1950 vindrà marcada per l'escàndol. Gino Bartali, capità de l'equip italià és amenaçat i atacat per espectadors que li retreuen que vagi fer caure Jean Robic. De resultes d'aquestes amenaces abandona el Tour de França, a l'etapa 12, junt amb la resta de ciclistes italians, inclòs Fiorenzo Magni, portador del mallot groc en aquell moment. L'etapa que havia d'efectuar fins a Sanremo, Itàlia, és anul·lada pel temor a represàlies, i és substituïda per una altra amb final a Menton. La retirada dels italians beneficia Ferdi Kübler que agafa el mallot groc a Saint-Gaudens i el conserva fins a París malgrat els atacs de Bobet i Geminiani.
En aquesta edició s'instaura el temps màxim d'arribada al final de cada etapa, cosa que comporta un gran nombre d'eliminats.

## Resultats

### Classificació general
| Classificació General                 | Classificació General | Classificació General | Classificació General |
| ------------------------------------- | --------------------- | --------------------- | --------------------- |
| 1.                                    | Ferdi Kübler          | Suïssa                | 145h36'56"            |
| 2.                                    | Stan Ockers           | Bèlgica               | a 9'30"               |
| 3.                                    | Louison Bobet         | França                | a 22'19"              |
| 4.                                    | Raphaël Géminiani     | França                | a 31'14"              |
| 5.                                    | Jean Kirchen          | Luxemburg             | a 34'21"              |
| 6.                                    | Kléber Piot           | França                | a 41'35"              |
| 7.                                    | Pierre Cogan          | França                | a 52'22"              |
| 8.                                    | Raymond Impanis       | Bèlgica               | a 53'34"              |
| 9.                                    | Georges Meunier       | França                | a 54'29"              |
| 10.                                   | Jean Goldschmit       | Luxemburg             | a 55'21"              |
| 116 participats, 51 acabaren la cursa |                       |                       |                       |

### Gran Premi de la Muntanya
| 1r | Louison Bobet | 58 pts |
| 2n | Stan Ockers   | 44 pts |
| 3r | Jean Robic    | 41 pts |

### Classificació per equips
| 1r | Bèlgica   | 438h 54' 21" |
| 2n | França    | +38' 25"     |
| 3r | Luxemburg | +41' 25"     |

### Etapes
| Etapa | Recorregut               | km       | Guanyador         | Líder            |
| 1a    | París - Metz             | 307      | Jean Goldschmit   | Jean Goldschmit  |
| 2a    | Metz - Lieja             | 241      | Adolfo Leoni      | Jean Goldschmit  |
| 3a    | Lieja - Lilla            | 232      | Alfredo Pasotti   | Bernard Gauthier |
| 4a    | Lilla - Rouen            | 231      | Stan Ockers       | Bernard Gauthier |
| 5a    | Rouen - Dinard           | 316      | Giovanni Corrieri | Bernard Gauthier |
| 6a    | Dinard - Saint-Brieuc    | 78 (CRI) | Ferdi Kübler      | Jean Goldschmit  |
| 7a    | Saint-Brieuc - Angers    | 248      | Nello Lauredi     | Bernard Gauthier |
| 8a    | Angers - Niort           | 181      | Fiorenzo Magni    | Bernard Gauthier |
| 9a    | Niort - Bordeus          | 206      | Alfredo Pasotti   | Bernard Gauthier |
| 10a   | Bordeus - Pau            | 202      | Marcel Dussault   | Bernard Gauthier |
| 11a   | Pau - Saint-Gaudens      | 230      | Gino Bartali      | Fiorenzo Magni   |
| 12a   | Saint-Gaudens - Perpinyà | 233      | Maurice Blomme    | Ferdi Kübler     |
| 13a   | Perpinyà - Nimes         | 215      | Marcel Molinès    | Ferdi Kübler     |
| 14a   | Nimes - Toló             | 222      | Custodio Dos Reis | Ferdi Kübler     |
| 15a   | Toló - Menton            | 206      | Jean Diederich    | Ferdi Kübler     |
| 16a   | Menton - Niça            | 96       | Ferdi Kübler      | Ferdi Kübler     |
| 17a   | Niça - Gap               | 229      | Raphaël Géminiani | Ferdi Kübler     |
| 18a   | Gap - Briançon           | 165      | Louison Bobet     | Ferdi Kübler     |
| 19a   | Briançon - Saint Etienne | 291      | Raphaël Géminiani | Ferdi Kübler     |
| 20a   | Saint Etienne - Lió      | 98 (CRI) | Ferdi Kübler      | Ferdi Kübler     |
| 21a   | Lió - Dijon              | 233      | Gino Sciardis     | Ferdi Kübler     |
| 22a   | Dijon - París            | 314      | Emile Baffert     | Ferdi Kübler     |